# Зденко Калин
Зденко Калин (Солкан код Горице, 11. април 1911. — Љубљана, 11. новембар 1990) је био југословенски и словеначки вајар.

## Биографија
Рођен је 11. априла 1911. године у Солкану код Горице. Након италијанске анексије словеначког приморја, породица му се одселила у Краљевину СХС. У одабиру професије следио је свог старијег брата Бориса. Дипломирао је на Академији ликовних уметности у Загребу 1934. године. Први пут је излагао 1935. године. Самосталне је изложбе имао у Љубљани и Словењ Градецу. Учествовао је и на бројним изложбама југословенске уметности у земљи и иностранству и то Савеза ликовних уметника Југославије, Друштва словеначких ликовних уметника, Тријенала у Београду, Салону у Ријеци, Бијенала у Венецији као и на изложбама југословенског ликовног стваралаштва у Риму, Милану, Прагу, Варшави, Загребу, Љубљани, Москви, Лењинграду, Братислави, Кракову, Женеви, Будимпешти, Цетињу, Београду и осталим градовима.
Био је један од оснивача Клуба независних словеначких ликовних уметника 1937. године. За свој рад примио је више награда и признања. Бавио се и педагошким радом, а од 1948. године је деловао као професор вајарства на Академији ликовних уметности у Љубљани.
Умро је 11. новембра 1990. године у Љубљани.

## Стваралаштво
Нека његова дела у Љубљани су споменик Симону Грегорчичу (1937), Пастир или Дечак с фрулом (1942), Споменик и гробница на Урху (1955), споменик Борису Кидричу (1960), Споменик пионирима палим у НОБ-у (1962) и остало.